# Schloss Rurich

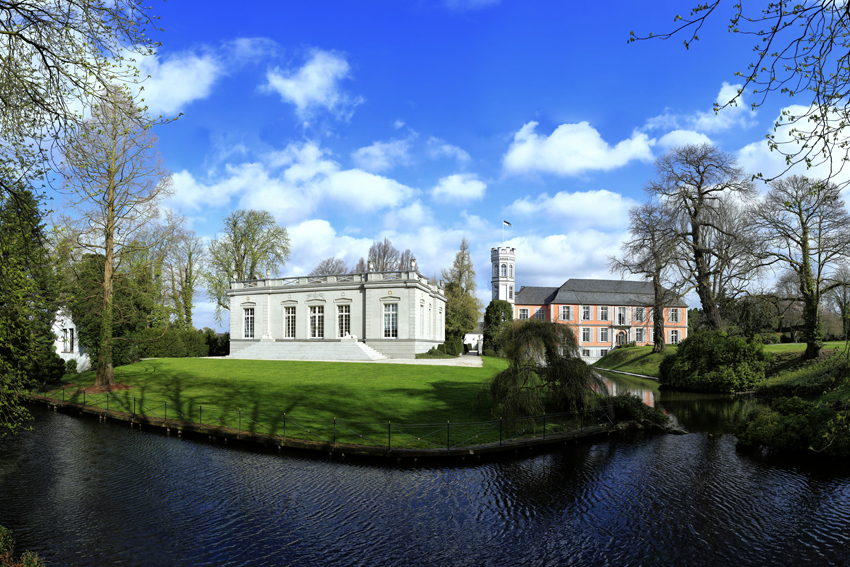
Das Herrenhaus (rechts) und das sog. „Neue Palais“, erbaut 1985 (links)

Schloss Rurich ist ein Anwesen bestehend aus mehreren Gebäudekomplexen aus unterschiedlichen Entstehungsepochen und geprägt von einem weitläufigen Landschaftspark im englischen Stil aus der Mitte des 19. Jahrhunderts. Es ist ein kulturhistorisch wertvolles Gesamtensemble am Rande der unteren Ruraue, im zum nordrhein-westfälischen Kreis Heinsberg gehörenden Hückelhovener Ortsteil Rurich gelegen.

## Beschreibung

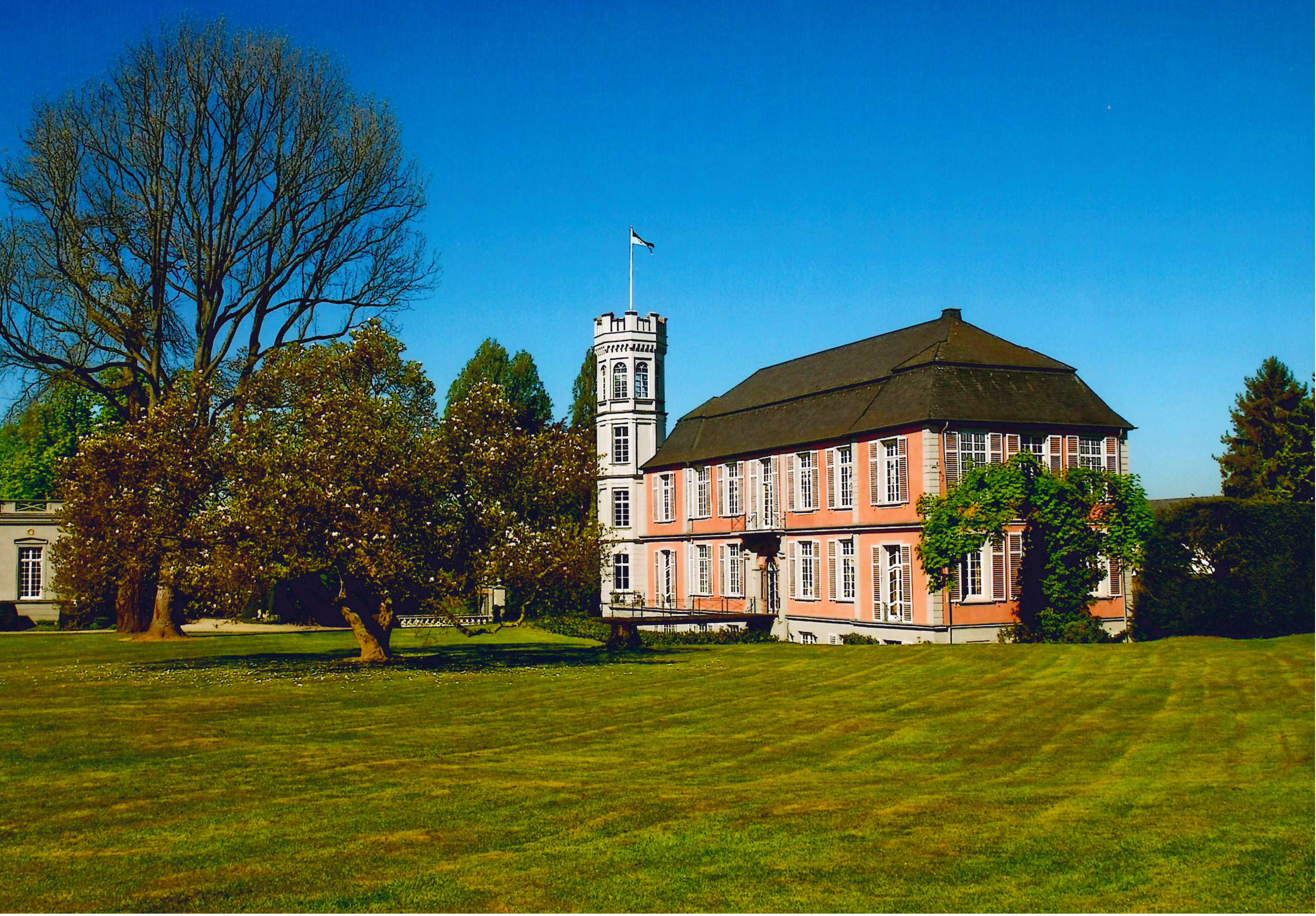
Herrenhaus mit rekonstruiertem Turm, Ansicht von Südosten ca. 2020

Die in Teilen wasserumwehrte Anlage besteht heute aus einem Schloss mit einer Kapelle, dem Neuen Palais auf der ehemaligen Burginsel, einem Remisengebäude und den sich daran anschließenden Ökonomiegebäuden (sog. Burghof) sowie einer historischen Wassermühle am Lauf der Malefink.
Die Gartenseite des schlichten zweigeschossigen Herrenhauses besitzt ein Mittel- und zwei schmale Eckrisalite. Die Fassade ist durch Fenster in sieben Achsen unterteilt. Über dem hofseitigen Eingang findet sich ein Wappenstein mit dem Ehewappen der Familien von Hompesch und Ketzgen von Geretzhoven mit der Jahreszahl 1659. Bei der sich westlich an das Herrenhaus anschließenden Schlosskapelle handelt es sich um eine einschiffige, neugotische Backsteinhalle mit polygonalem Chor.
Dem Herrenhaus von ca. 1788 gegenüber liegt ein dreiflügeliger Remisenbau, dessen zwei Geschosse von Mansarddächern abgeschlossen sind. Die Schlichtheit der weiß verputzten Fassade wird nur durch die Eckquaderung des Gebäudes aufgelockert. Aus der Südfassade des Hauptflügels tritt ein Risalit aus der Mauerflucht hervor, über dessen korbbogigem Tor sich das Allianzwappen Reuschenberg-Gymnich findet.
In der Anlage sind noch Abschnitte der zur Vorgängerburg gehörenden, alten Wassergräben zu sehen.
Der Remise schließt sich nördlich eine bis heute landwirtschaftlich genutzte Hofanlage an.
Der etwa 10 Hektar große englische Landschaftspark hat einen abwechslungsreichen Baum- und Pflanzenbestand, der einige dendrologisch höchstwertvolle Baumveteranen beheimatet. Von herausragender Bedeutung aufgrund ihres hohen Alters und ihrer Wuchsform sind davon ein Ginkgo Biloba auf der Burginsel sowie ein Tulpenbaum (Liriodendron tulipifera) im Park selbst, der mit einem Stammumfang von 6,24 Metern (gemessen im April 2024) nach Stammumfang der zweitgrößte bekannte Baum dieser Art in Deutschland ist. Weiterhin hervorzuheben sind eine prächtige Gruppe alter Platanen (Platanus acerifolia) sowie zwei Atlas-Zedern (Cedrus atlantica) und direkt am Schloss einige ältere Esskastanien (Castanea sativa). Im Park lebt zudem eine Damwildpopulation.

## Geschichte

### Besitzer und Eigentümer

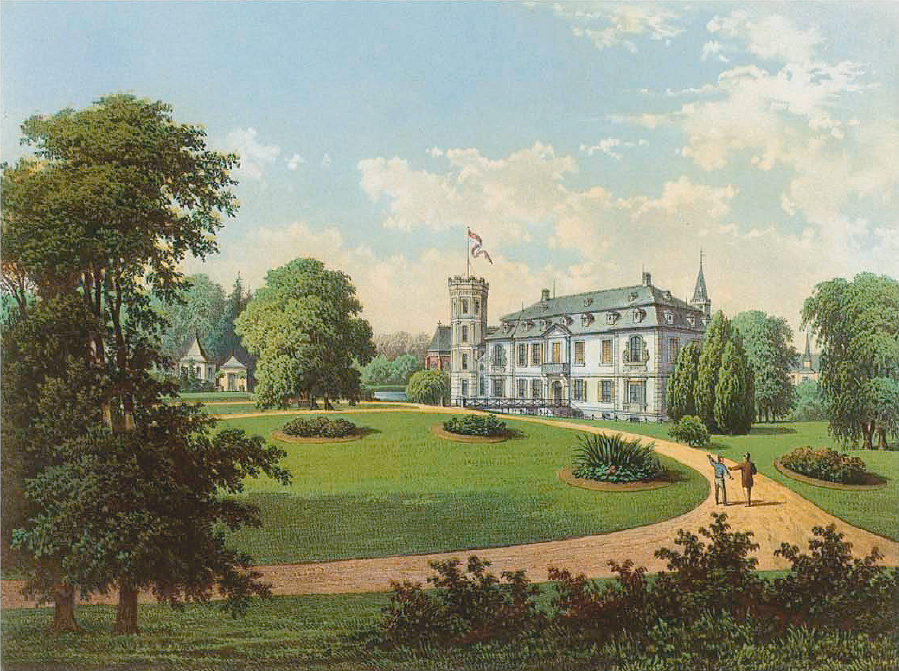
Schloss Rurich im 19. Jahrhundert

Rurich war Stammsitz des gleichnamigen Geschlechts, aus dem Engebrand und Wilhelm von Rurich im Jahr 1248 erstmals urkundlich genannt werden. Mitte des 15. Jahrhunderts kam die damalige Burg durch Heirat an die Familie von Zweibrüggen, deren Mitglieder sich, wie die aller weiteren Geschlechter, „von Rurich“ nannten.
Wieder durch Heirat, diesmal der Sophia von Rurich mit Heinrich von Reuschenberg (dem späteren Herrn zu Eicks), kam der Besitz 1517 an dessen Familie.
Da Reinhard Dietrich von Reuschenberg (der Urenkel Heinrichs) 1612 unverheiratet und ohne Nachkommen starb, fiel der Gutsbesitz über seine Tante Anna an deren Ehemann, den Freiherrn Hermann Philipp von Hompesch-Bollheim. Diese Familie wurde 1706 in den Reichsgrafenstand erhoben.
Bis in die Anfänge des 20. Jahrhunderts gehörte das Herrenhaus zum Besitz der Grafen von Hompesch. Nachdem mit dem Tode des letzten Grafen Alfred Polycarp von Hompesch-Rurich im Jahre 1909 diese Linie erloschen war, wurde das Schloss mit Park und Hofgut im Jahre 1913 von den Brüdern Hubertus und Theodor Schlick aus dem Nachlass Hompesch erworben und fiel nach dem Krieg schließlich an Gisberth Georg Reichsgraf Eckbrecht von Dürckheim-Montmartin, der nach massivsten Kriegszerstörungen einen systematischen Wiederaufbau betrieb.
Um den dauerhaften Erhalt von Schloss und Park als Einheit über Generationen hinweg zukünftig zu gewährleisten, gründete dieser im Jahre 2015 die Reichsgraf Eckbrecht von Dürckheim-Montmartin Herzog zu Sachsen Stiftung Schloss Rurich.
Baugeschichte

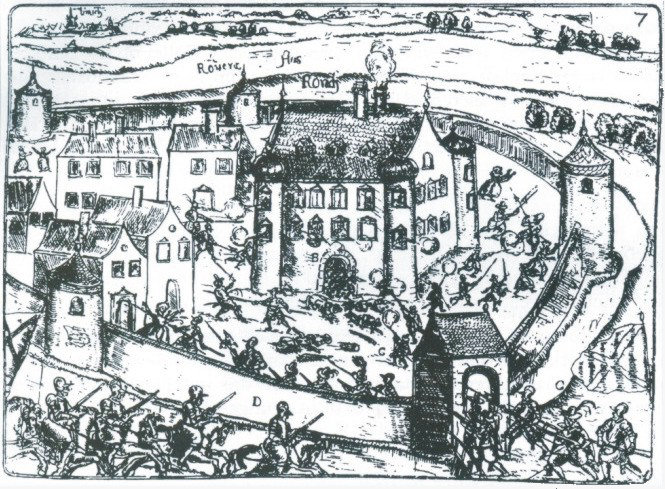
Die Eroberung der Burg Rurich 1609 durch Truppen des Kaisers Rudolf II.

Auf der von Wasser umgebenen Insel stand die alte Burg, deren Bau möglicherweise, ausweislich eines im Remisengebäude erhaltenen Wappensteins, 1585 fertiggestellt wurde. Es sind heute noch die einstigen Kellergewölbe erhalten. Es war ein quadratischer Bau aus Backsteinen, der an seinen Ecken kleine Rundtürme mit Welschen Hauben und Flachgiebel über den Fenstern besaß. Im Zuge des Jülich-Klevischen Erbfolgestreits eroberten 1609 kaiserliche Truppen Rudolfs II. Rurich, das im Folgejahr zudem auch noch geplündert wurde.
Gustav Vincent Graf von Hompesch ließ die alte Burg 1787 niederlegen und bis 1790 ganz in der Nähe ein neues Gebäude errichten. Dieses Herrenhaus wurde im Stil des Rokoko erbaut. In den Jahren von 1860 bis 1870 wurde es im Stile der Neogotik verändert und erhielt Anbauten zur Vergrößerung. An der Nord-Westseite zum Hof hin fügte Alfred Polycarp Graf von Hompesch-Rurich 1862 einen polygonalen Eckturm mit Zinnenkranz hinzu, die neue Schlosskapelle wurde 1865 eingeweiht. Des Weiteren wurde in den 1860er Jahren ein Bibliotheksbau angefügt.